# Nouveau pont du Forth
Le nouveau pont du Forth (Queensferry Crossing, initialement Forth Replacement Crossing) est un pont routier à haubans en Écosse qui a finalement été ouvert à la circulation le 30 août 2017.

## Construction
L'ouverture au trafic, qui était initialement prévue en décembre 2016,, a été reportée à mai puis août 2017 en raison de retards causés par les conditions météorologiques des mois d'avril et de mai 2016 qui ont ralenti la construction.
Le nouveau pont du Forth (Queensferry Crossing) est l'un des plus longs ponts à haubans du monde. Il repose sur trois pylônes en béton armé d'une hauteur de 207 mètres. Les pare-vent latéraux permettent au pont de rester praticable par vent fort, contrairement à l'ancien pont. 
L’armature du béton constituant les pylônes et les piles se compose d’acier inoxydable duplex contenant 4 à 5 % de nickel fabriqué en Nouvelle-Calédonie. 21 km de câble en acier inoxydable 316 de 8 mm de diamètre, contenant environ 10 % de nickel calédonien, ont également été utilisés. Au total, 3.300 tonnes de ferronickel SLN 25 calédonien ont été utilisés pour la construction du pont.

## Situation
L'ouvrage, construit à côté du Forth Road Bridge supportant l'autoroute M90 (en), franchit le Firth of Forth, et relie Édimbourg (par South Queensferry) à Fife (par North Queensferry).

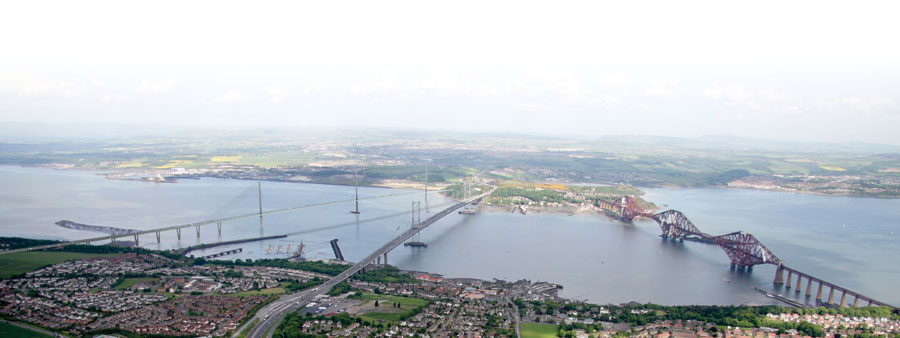
Le nouveau pont du Forth (à gauche), le pont autoroutier du Forth (au milieu) et le pont ferroviaire du Forth (à droite). Vue d'artiste.